# أنصار غزوات الهند
أنصار غزوات الهند (بالأردية: انصار غزوات ال ہند) هي منظمة جهادية إسلامية مسلحة وخلية للقاعدة في ولاية جامو وكشمير الهندية، أول من تزعمها ذاكر موسى.

## خلفية
تستمد المجموعة اسمها من نبؤة غزوة الهند.
في يوليو 2017 زعمت الجبهة الإعلامية الإسلامية العالمية أن ذاكر موسى قد تم تعيينه رئيسًا لجماعة أنصار غزوات الهند،  وفي 25 ديسمبر 2017 ظهر مقاتل كشميري في مقطع فيديو يعلن ولاءه لتنظيم الدولة الإسلامية، ويعلن عن إنشاء ولاية جديدة لتنظيم الدولة في كشمير، ودعا أنصار غزوات الهند للتحالف مع تنظيم الدولة وشن الجهاد في كشمير ضد الحكومة الهندية. وفي فبراير 2018 أصدرت ظهر ذاكر موسى في مقطع يدعو فيه المسلمين الهنود لمهاجمة دوريات الجيش الهندي ونقاط التفتيش وكذلك الشركات المهتمة بالاستثمار في الهند. وفي أبريل 2018 نشرت الجماعة مواد إعلامية شجعت فيها المسلمين في جميع أنحاء الهند وكشمير على تنفيذ هجمات فردية. وفي 24 مايو 2019 قتلت قوات الأمن الهندية ذاكر موسى في اشتباك مسلح، قامت خلاله قوات الأمن الهندية بتفجير منزل طبيب صيدلي كان ذاكر موسى يختبئ به.